# Ginger Lynn
Ginger Lynn, all'anagrafe Ginger Lynn Allen (Rockford, 14 dicembre 1962), è un'attrice cinematografica, ex modella ed ex attrice pornografica statunitense, attiva a partire dagli anni ottanta.
La rivista del settore AVN l'ha inclusa al settimo posto tra le 50 attrici pornografiche più importanti di sempre. Dopo aver interrotto la sua carriera nel cinema per adulti nel 1987, ha interpretato molti film di seconda categoria con il suo nome anagrafico Ginger Lynn Allen. In seguito, alla fine degli anni novanta, è ritornata al porno, e ha interpretato qualche altro film riscuotendo un buon successo. Nel 2014 ha annunciato il suo ritiro dal mondo dei film a luci rosse.

## Biografia

### Gioventù
Ginger Lynn Allen è nata a Rockford, nell'Illinois, figlia del diciottenne supervisore al porto Wayne Allen e della diciannovenne centralinista Marilyn McBride. Da bambina subì abusi soprattutto da parte della madre. Quando il padre le lasciò, nel 1968, gli abusi peggiorarono. I nonni paterni erano la sua unica fonte di felicità. Inoltre aveva ben pochi amici durante la sua infanzia. Si creava dunque amici immaginari. Nel 1974 tentò il suicidio usando sonniferi e altre medicine della madre. Ha raccontato di essere rimasta catatonica per tre giorni, durante i quali sua madre non l'aiutò minimamente.
Poco dopo i nonni decisero di portarla via dalla madre, dopo che il nonno aveva telefonato alla nuora e aveva sentito la ragazza piangere forte. A 13 anni ebbe un ragazzo con problemi di droga: sotto la sua influenza iniziò ad abusare di stupefacenti. Rimase incinta e abortì. Dopo aver scoperto che la nipote era diventata sessualmente attiva, la nonna la introdusse ai contraccettivi. Dopo il diploma nel 1981, uscì dalla casa dei nonni. Costoro si trasferirono a Lucerne Valley, in California. Lei rimase a Rockford, lavorando in un negozio di dischi durante il giorno e come cameriera in un bar durante la notte.

### Carriera nella pornografia
Nel 1982 si trasferì in California quando seppe che il nonno aveva avuto un attacco di cuore. Dopo la morte del nonno andò a vivere con un amico, Brian. La Lynn aveva necessità di lavorare e, nel settembre 1983, rispose a un annuncio di un'agenzia di modelle di nudo. Venne assunta immediatamente e fece un servizio per Penthouse, che la fece conoscere nel giro. Dopo aver fatto altri servizi di nudo, iniziò a lavorare in film pornografici nel dicembre 1983, col nome di Ginger Lynn. Il primo film fu Surrender in Paradise, interpretato con Jerry Butler, che le fece festeggiare il ventunesimo compleanno alle Hawaii.
La Allen divenne subito molto popolare, diventando una delle pornodive più celebri di sempre. Ebbe una sua propria linea di video dalla Vivid Entertainment diretti dal regista Bruce Seven. Ha ricevuto il premio come Best New Starlet nel 1985 dall'AVN ed è entrata nelle Halls of fame della X-Rated Critics Organization (XRCO) e della Adult Video News (AVN). Secondo alcuni critici il suo migliore film è stato Vergini corpi frementi (parodia porno del romanzo di Agatha Christie Dieci piccoli indiani). Altri momenti importanti della sua carriera sono stati i film Kinky Business, Vortice erotico, Trashy Lady, Blame It on Ginger, e Slumber Party con Eric Edwards. Il suo look durante gli anni di maggior successo nel porno (dal 1984 al 1986) era vagamente somigliante a quello di Madonna e della prima Meg Ryan.
La sua popolarità fu aiutata dal fatto che nei suoi film interpretava frequentemente scene di sesso anale e doppie penetrazioni, per sua volontà mai protette: nella pornografia dei primi anni ottanta, infatti, questa tipologia di atti era abbastanza rara, soprattutto da parte di attrici del suo calibro. In ogni suo film faceva inoltre almeno una scena di lesbismo; altra particolarità che la contraddistingueva era il ricorso a un fantasioso turpiloquio durante le scene più esplicite. Nella prima parte di carriera lavorò spesso in coppia con il pornodivo Tom Byron, formando con l'attore una delle coppie hard più affiatate sullo schermo. Fu la prima Vivid Girl, battendo Traci Lords.
Quando si scoprì che la Lords aveva recitato in molti film pornografici nonostante la minore età scoppiò uno scandalo enorme. La Allen venne chiamata a testimoniare contro i produttori: si rifiutò e da allora, a quanto dichiara, venne presa a bersaglio dall'Internal Revenue Service per frode fiscale. Nel febbraio 1986 la Allen decise di lasciare la pornografia e di dedicarsi al cinema mainstream, usando il suo vero nome: comparve quindi in una serie di film e spettacoli televisivi. Dopo una discussa storia d'amore con l'attore Charlie Sheen, alla fine degli anni novanta, Ginger ha deciso di ritornare nel mondo del porno, girando film di successo come White Lightning e Ginger Lynn's Torn, nei quali nonostante fosse vicina ai quaranta, non si risparmiò di certo e fornì le sue scene di sesso forse più sfrenate.
Nel 1998 viene scelta dai Metallica come protagonista nel video musicale del loro brano Turn the Page, cover di una canzone di Bob Seger. Nel marzo 2006 è stata ospite del programma della Playboy Radio Night Calls Radio assieme a Christy Canyon. Nel giugno 2007 ha annunciato di aver interpretato due scene per Kink.com, una scena di sexy-wrestling con Bobbi Starr e una hardcore con il suo ragazzo, anche nella vita reale, Mark Davis. È considerata una vera e propria leggenda del mondo della pornografia. Verso fine carriera, data la non più giovanissima età, si è specializzata nel genere di film hard MILF interpretando ruoli di donne mature che si accoppiano disinvoltamente con partner assai più giovani. Si è ritirata dalle scene nel 2014.

## Vita privata

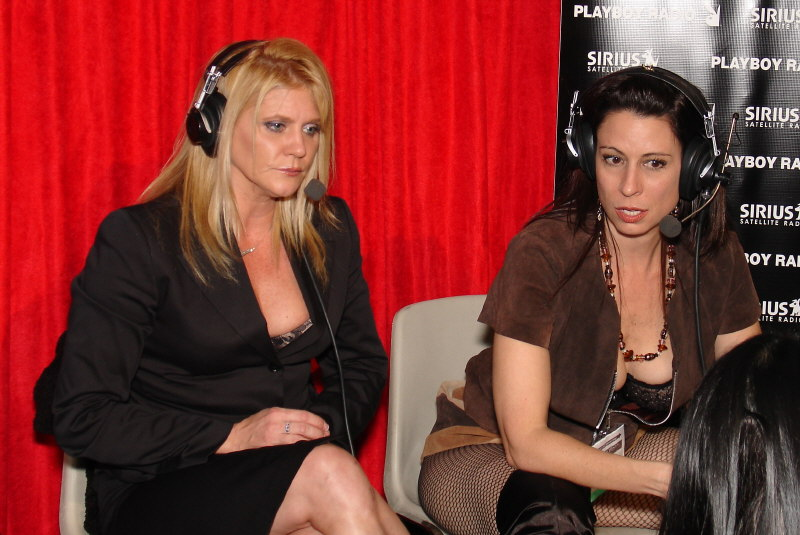

Nel 1991, per aver falsificato una ricevuta fiscale, ha passato quattro mesi in prigione. In quegli stessi anni ha passato diverso tempo in un centro di riabilitazione per disintossicarsi dalla cocaina. Ha avuto una lunga relazione con il personaggio radiofonico di Los Angeles Ralph Garman e una di due anni con l'attore Charlie Sheen. Charlie Sheen e Martin Sheen hanno scritto lettere alla Corte in appoggio alla Allen durante il processo per evasione fiscale. Nonostante la reputazione di Sheen di violento nei confronti delle donne, Ginger Lynn ha dichiarato di non essere mai stata oggetto di alcuna sua violenza: «Mai una volta alzò la voce contro di me. Mai alcuna violenza». Lynn ha avuto una relazione sentimentale anche con l'attore George Clooney.
Nel 2000 alla Allen venne diagnosticato un cancro all'utero. Si sottopose a una isterectomia totale e a qualche seduta di chemioterapia, riuscendo a sconfiggere la malattia. In una intervista del 2003, ha descritto sé stessa come una "mamma single di un figlio di cinque anni", nato dalla relazione avuta con Steven Hirsch, fondatore e co-proprietario della Vivid Entertainment.

## Filmografia parziale

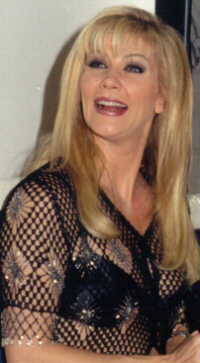
Ginger Lynn Allen

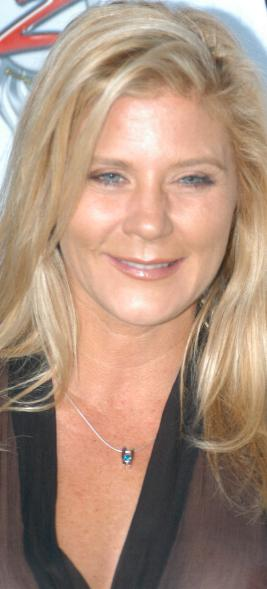
Ginger Lynn nel 2006

### Pornografici
- Satan's Angel: Queen of the Fire Tassels, regia di Joshua M. Dragotta (2012)
- Charlie's Party Girls (2011, filmati d'archivio)
- Charlie's Devils (2011, filmati d'archivio)
- Saw: A Hardcore Parody, regia di Dick Chibbles (2010, non accreditata)
- MILF Legends 1 (2009)
- I Wanna Cum Inside Your Mom 23, regia di Phil Yorgash (2010)
- Boundaries 6, regia di Kathryn Annelle (2009)
- No Man's Land: MILF Edition 3, regia di Mike Adams (2009)
- When Ginger Met Nina 2: Girls' Night Out, regia di Kathryn Annelle (2009)
- The Cougar Club 2, regia di Miles Long (2009)
- White Mommas, regia di L.T. (2009)
- My First Sex Teacher 17, regia di Jonathan Radish (2009)
- Older Women Younger Men 13, regia di Will Divide (2009)
- Big Loves 4, regia di Miles Long (2008)
- Seasoned Players 4, regia di Tom Byron (2008)
- Older Women Younger Men 11, regia di Jim Powers (2008)
- Older Women Younger Men 9, regia di Jim Powers & Jonathan Radish (2008)
- Dirty Rotten Motherfuckers, regia di Chris Streams (2007)
- Love and Bullets, regia di Veronica Hart (2004)
- Crime & Passion, regia di Veronica Hart (2002)
- Taken, regia di Veronica Hart (2001)
- New Wave Hookers 6, regia di Anthony R. Lovett (2000)
- Ginger Lynn's Torn, regia di Veronica Hart (1999)
- White Lightning, regia di Veronica Hart (1999)
- Blow-Off, regia di Peter Moss (1987)
- Ginger Snaps (1987)
- The World According to Ginger, regia di Bruce Seven (1986)
- Blame It on Ginger, regia di Henri Pachard (1986, con Jamie Gillis)
- Beverly Hills Cox, regia di Paul Vatelli (1986)
- Club Ginger, regia di Bruce Seven (1986)
- The Ginger Effect, regia di Bruce Seven (1986)
- Ginger and Spice, regia di Henri Pachard (1986)
- Gentlemen Prefer Ginger, regia di Bruce Seven (1985)
- Vortice erotico (New Wave Hookers), regia di Gregory Dark (1985)
- ...Così si fa l'amore (Too Naughty To Say No), regia di Humphry Knipe (1985)
- Ginger, regia di Scotty Fox (1985)
- Ginger on the Rocks, regia di Michael Cates & Bruce Seven (1985)
- Urla di piacere (Some Kind of Woman), regia di Guido Williams & Joe Williams (1985)
- Ginger's Private Party, regia di Scotty Fox (1985)
- Ginger's Sex Asylum, regia di Bruce Seven (1985)
- Taboo IV: The Younger Generation, regia di Kirdy Stevens (1985)
- The Grafenberg Spot, regia di Artie Mitchell (1985)
- Hypnotic Sensations, regia di Roy Karch (1985)
- Jailhouse Girls, regia di Henri Pachard (1985)
- Project: Ginger, regia di Bruce Seven (1985)
- Dance Fever, regia di John Stagliano (1985)
- Bedtime Tales, regia di Henri Pachard (1985)
- Between the Cheeks, regia di Gregory Dark (1985)
- A Coming of Angels: "The Sequel", regia di Guido Williams & Joe Williams (1985)
- Vergini corpi frementi (Ten Little Maidens), regia di John Seeman (1985, con Harry Reems)
- Trashy Lady, regia di Steve Scott (1985)
- I Dream of Ginger, regia di Scotty Fox (1985)
- Poonies, regia di Bruce Seven (1985)
- The Pleasure Hunt 2, regia di Lawrence T. Cole (1985)
- Ball Busters, regia di Alex de Renzy (1985)
- Girls on Fire, regia di Jack Remy (1984, con John Holmes)
- Collegiali incestuose (Sister Dearest), regia di Jerry Ross & Jonathan Ross (1984)
- Slumber Party, regia di Hal Freeman (1984)
- Kinky Business, regia di Jonathan Ross (1984)
- The Pleasure Hunt, regia di Lawrence T. Cole (1984)
- I Want It All!, regia di Michael Carpenter (1984)
- Too Good to Be True, regia di Steve Scott (1984)
- China and Silk, regia di Steve Scott (1984)
- A Little Bit of Hanky Panky, regia di David I. Frazer & Svetlana Mischoff (1984)
- Caldi piaceri (Panty Raid), regia di David I. Frazer & Svetlana Mischoff (1984)
- La parte erotica di una calda moglie (Talk Dirty to Me Part III), regia di Ned Morehead (1984)
- Wild Weekend, regia di Bruce Seven (1984)
- Up Up and Away, regia di Bill Milling (1984)
- Le infermiere dell'amore (Supergirls Do General Hospital), regia di Henri Pachard (1984)
- Teasers, regia di Bruce Seven & John Stagliano (1984)
- Those Young Girls, regia di Myles Kidder (1984)
- Safari d'amore (The Pink Lagoon: A Sex Romp in Paradise), regia di David I. Frazer & Svetlana Mischoff (1984)
- Surrender in Paradise, regia di David I. Frazer & Svetlana Mischoff (1984)

### Mainstream

#### Film
- New York Ninja (2021) - voce
- House of Many Sorrows (2020)
- Killer Waves 2 (2020)
- Slashlorette Party (2020)
- Streets of Vengeance (2016)
- 31 (2016)
- National Lampoon's Van Wilder The Rise of Taj (2007)
- Kisses and Caroms, regia di Vincent Rocca (2006)
- American Pie Presents: Band Camp, regia di Steve Rash (2005)
- La casa del diavolo (The Devil's Rejects), regia di Rob Zombie (2005)
- Save Virgil, regia di Brad Ableson (2004)
- Evil Breed: The Legend of Samhain, regia di Christian Viel (2003)
- The Independent, regia di Stephen Kessler (2000)
- God's Lonely Man (1996)
- The Stranger, regia di Fritz Kiersch (1995)
- Bound & Gagged: A love Story (1992)
- Vice Academy Part 3 (1991)
- Giacche di cuoio (Leather Jackets), regia di Lee Drysdale (1991)
- Whore (puttana) (Whore), regia di Ken Russell (1991) - cameo (non accreditata)
- Vice Academy Part 2 (1990)
- Young Guns II - La leggenda di Billy the Kid, regia di Geoff Murphy (1990)
- Sepolti vivi (Buried Alive), regia di Gérard Kikoïne (1990)
- Vice Academy, regia di Rick Sloane (1989)
- Cleo/Leo, regia di Chuck Vincent (1989)
- Satan's Storybook, regia di Michael Rider (1989)
- Dr. Alien - Dallo spazio per amore (Dr. Alien), regia di David DeCoteau (1989) - cameo
- Bachelor Party - Addio al celibato, regia di Neal Israel (Bachelor Party, 1984) - cameo

#### TV
- The Midnite Mystery Show (2021)
- Porndemic (2018)
- After Porn Ends 2 (2017)
- X-Rated 2: The Greatest Adult Stars of All Time (2016)
- Dave's Old Porn (2012)
- Dog Whisperer with Cesar Millan: A Dog and His Boy/Mobile Vet (2010)
- E! True Hollywood Story: Charlie Sheen (2010)
- Skin (2003)
- Silk Stalkings (1994)
- NYPD Blue (1993)
- Super Force (1991)

#### Regia
- Ultimate Reel People: Volume 4 (2004, Video)
- Ultimate Reel People: Volume 3 (2004, Video)
- Ultimate Reel People: Volume 2 (2004, Video)
- Ultimate Reel People: Volume 1 (2004, Video)
- Ginger Lynn's School of Head (2003, Video)
- Lingerie Gallery, Vol. II (1994, Video)
- Lingerie Gallery (1994, Video)

#### Altro
- Wing Commander III: Heart of the Tiger, Wing Commander: Prophecy (giochi per computer) come capo tecnico Rachel Coriolis
- Night Calls su Playboy Radio con Christy Canyon
- Apparsa in servizi per Playboy, Hustler, Cinema Blue, Chéri, High Society, Club International, e Celebrity Sleuth
- The Ginger Lynn Show su KSEX Radio a Los Angeles
- Super Body: Ginger Lynn, video di ginnastica aerobica (solo VHS)
- Il video di Turn the Page dei Metallica nel ruolo di una spogliarellista
- Ha prestato la propria voce alla canzone Ginger Snaps/Monkey Business presente sul secondo album dei Danger Danger, Screw It!

#### Musica
- Danger Danger - Screw It! (1991)

## Riconoscimenti
- AVN Awards
  - 1985 – Best New Starlet[17]
  - 1985 – Best Couples Sex Scene (film) per Kinky Business con Tom Byron[17]
  - 1986 – Best Couples Sex Scene (film) per Vergini corpi frementi con Amber Lynn, Lisa De Leeuw, Janey Robbins, Nina Hartley, Eric Edwards, Harry Reems, Jamie Gillis, Paul Thomas e Richard Pacheco

- 1986 – Best Actress (video) per Project: Ginger[17]
- 1986 – Best Couples Sex Scene (video) per Slumber Party con Eric Edwards[17]
- 2002 – Best Actress - Film per Taken[17]
- XRCO Awards
  - 1985 – Starlet of the Year[19]
  - 1985 – Video Vixen[20]
  - 1985 – Female Performer Of The Year[21]
  - 1986 – Best Group Grope Scene per New Wave Hookers con Steve Powers e Tom Byron[22]
  - 2000 – Best Girl-Girl Scene per Ginger Lynn Is Torn con Chloe[23]

È stata inoltre introdotta nella AVN Hall of Fame e nella XRCO Hall of Fame.